# مبارز خیابانی آلفا ۳
مبارز خیابانی آلفا ۳ (به انگلیسی: Street Fighter Alpha 3) یک بازی ویدئویی دوبعدی به سبک مبارزه‌ای منتشر شده توسط شرکت کپ‌کام است. این بازی نخستین بار در ژوئن ۱۹۹۸، توسط کپ‌کام برای دستگاه بازی آرکید عرضه شد.